# Eva, Alabama
Eva este o localitate cu 594 delocuitori (conform unei estimări din 2009) din comitatul Morgan, Alabama, SUA.